# Detlef Oelrich
Jürgen Detlef Oelrich, född 6 februari 1867 i Torrlösa församling, Malmöhus län, död 13 augusti 1932 i Skälderviken, var en svensk läkare.
Oelrich var son till bagaren Hans Friedrich Oelrich och Anna Magdalena Klinker, vilka var födda i Schleswig och 1866 invandrat till Sverige. Han blev student vid Lunds universitet 1886, medicine kandidat 1892, medicine licentiat 1896 och medicine doktor 1901. Han blev amanuens vid medicinska kliniken på Lunds lasarett 1897, tillika praktiserande läkare i Lund, var docent i praktisk medicin vid Lunds universitet 1902–1909, blev andre stadsläkare i Halmstads stad 1909 och var förste stadsläkare där från 1920 till 1932, då han avgick med pension. Han var järnvägsläkare på linjen Halmstad–Getinge 1912–1932, läkare vid Halmstads högre allmänna läroverk, vid S:t Olofshemmet och vid Halmstads epidemisjukhus. Han var ordförande i hälsovårdsnämnden och ledamot av direktionen för Halmstads lasarett. Han var även under ett tiotal år ledamot av stadsfullmäktige i Halmstads stad och under flera år ordförande i fattigvårdsnämnden.